# 新乌斯曼区
新乌斯曼区（俄语：Новоусманский район）是俄罗斯联邦沃罗涅日州下辖的一个区，其行政中心为新乌斯曼。据2016年统计，该区的人口为80654人。